# Paragram
Paragram – gra słów wykorzystująca podobieństwo brzmieniowe wyrazów, polegająca na zmianie znaczenia wyrazu za pomocą zmiany sposobu zapisu; zwykle o zabarwieniu humorystycznym, np. Nie rzucim ziemi, skąd nasz root (u administratorów sieci); półkownik (film, który ze względów cenzuralnych przeleżał się na półce), Raczek movie (tytuł audycji Tomasza Raczka poświęconemu kinu w Radiu Nowy Świat).